# Good-bye (奥華子のアルバム)
『good-bye』（グッバイ）は、2012年2月22日に発売された奥華子の6枚目のオリジナルアルバム。

## 解説
前作『うたかた』から、コンセプト・アルバム『君の笑顔 -smile selection-』をはさんで1年半ぶりのオリジナルアルバム。『君の笑顔 -smile selection-』および先行シングル「シンデレラ」収録曲を含む全14曲を収録している。
初回生産盤には「シンデレラ」との連動企画『バスガイド奥華子と一緒に行く! カラオケバスツアー!!』の応募はがきが封入された。
タイトルについて、奥は「『今までと違う自分を見つけたい』という気持ちがあった。捨てることで持てるものが増えるという、前向きな『グッバイ』の意味を込めた」と話している。

## 収録曲
全曲、作詞/作曲：奥華子
1. ロスタイム (5:30)
編曲：奥華子/設楽博臣
2. 年上の彼 (4:31)
編曲：小林信吾
3. 二人記念日 (4:32)
編曲：YANAGIMAN
4. シンデレラ (4:29)
編曲：島田昌典
12thシングル。
5. サヨナラは言わないまま (4:42)
編曲：奥華子
6. 春色の空 (4:32)
編曲：YANAGIMAN
アイドリング!!!に提供した楽曲（アルバム『SISTERS』収録）のセルフカバー。
7. 君の笑顔 (album ver.) (5:03)
編曲：佐藤準
アルバム『君の笑顔 -smile selection-』リード曲のアレンジバージョン。
8. TAKOYAKI (3:41)
編曲：sugarbeans
9. 君にありがとう (5:59)
編曲：奥華子
豊崎愛生に提供した楽曲（アルバム『Love your life,love my life』収録）のセルフカバー。
10. 愛してた (4:20)
編曲：奥華子
11. 卒業の時 (弾き語り ver.) (5:01)
12thシングルのカップリング曲のアレンジバージョン。
12. GOOD BYE! (3:38)
編曲：設楽博臣/sugarbeans
13. 悲しみだけで生きないで (4:55)
編曲：奥華子
BS日テレ『ドラマ・プレミア 真備庄介霊現象探求所シリーズ 背の眼』エンディングテーマ[3]。
奥が2011年5月に東日本大震災被災地である宮城県南三陸町の避難所を訪れた際に出会った女性とのメールでのやり取りを通して作られた曲[4]。
14. 足跡 (4:53)
編曲：小林信吾

## 演奏
- 奥華子
  - Vocal
  - Piano (#1.5.9)
  - Keyboards (#11.13)
  - Tambourine (#12)
  - Chorus (#6)
- 松永俊弥：Drums (#1.10)
- 安達貴史：Bass (#1.10.12)
- 設楽博臣：Guitar (#1.8.10.12)
- sugarbeans
  - Keyboards (#1.10.12)
  - Drums (#8.12)
  - Piano (#8)
- 玉田豊夢：Drums (#2.14)
- 松原秀樹：Bass (#2.14)
- 古川望：Guitar (#2.14)
- 小林信吾：Piano (#2.14)
- 弦一徹ストリングス：Strings (#2.14)
- 奥田健治：Guitar (#3.6)
- 大山泰輝：Piano (#3.6)
- YANAGIMAN：All Other Instruments (#3.6)
- 坂田学：Drums (#4)
- 須長和弘：Bass (#4)
- 秋山浩徳：Guitar (#4)
- 島田昌典：Piano, Percussion (#4)
- クラッシャー木村：Strings (#4)
- 山崎哲雄：Programming (#7)
- 佐藤凖：Keyboards (#7)
- 元井信：1st Violin (#7)
- 桐山なぎさ：2nd Violin (#7)
- 志賀恵子：Viola (#7)
- 三宅進：Cello (#7)